# 대역체
대수적 수론에서 대역체(大域體, 영어: global field)는 대수적 수체 및 이와 유사한 함수체를 통틀어 이르는 개념이다.

## 정의
대역 함수체(大域函數體, 영어: global function field)는 서로 동치인 다음 두 조건을 만족시키는 체이다.
- 유한체에 대한 대수 곡선의 함수체와 동형이다.
- 유한체 계수의 유리 함수체 {\displaystyle \mathbb {F} _{q}(t)}의 유한 확대와 동형이다.

체 {\displaystyle K}에 대하여 다음 두 조건이 서로 동치이다.
- 대수적 수체 또는 대역 함수체와 동형인 체이다. 즉, {\displaystyle \mathbb {Q} }의 유한 확대이거나 어떤 {\displaystyle q}에 대한 {\displaystyle \mathbb {F} _{q}(t)}의 유한 확대이다.
- (대역체의 공리적 정의) {\displaystyle K} 위의 절댓값들의 각 동치류 가운데 적절한 대표원 {\displaystyle \|-\|_{v}}을 잡으면, 다음 두 공리가 성립한다.[1]
  - (곱 공식 영어: product formula) 임의의 {\displaystyle a\in K^{\times }}에 대하여 {\displaystyle \{v\colon |a|_{v}\neq 1\}<\aleph _{0}}이며, 또한 {\displaystyle \prod _{v}|a|_{v}=1}이다. 여기서 {\displaystyle \prod _{v}}는 {\displaystyle K} 위의 모든 절댓값들의 동치류에서, 위에서 고른 대표원들에 대한 곱이다.
  - (국소성) 절댓값 {\displaystyle \|-\|_{v}} 가운데, 완비화 {\displaystyle K_{v}}가 국소체가 되는 것이 적어도 하나 이상 존재한다.

대수적 수체와 대역 함수체는 여러가지로 유사한 성질들을 갖는다.

### 자리
대수적 수체의 (자명하지 않은) 자리는 오스트롭스키 정리에 따라 다음 세 종류 가운데 하나이다.
- 실수체로의 매장 {\displaystyle \iota \colon K\hookrightarrow \mathbb {R} }에 대응하는 실수 자리.
- 복소수체로의 매장 {\displaystyle \iota \colon K\hookrightarrow \mathbb {C} }의 동치류 {\displaystyle \iota \sim {\bar {\iota }}}에 대응하는 복소수 자리.
- 대수적 정수환 {\displaystyle {\mathcal {O}}_{K}}의 각 소 아이디얼 {\displaystyle {\mathfrak {p}}}에 대하여, {\displaystyle {\mathfrak {p}}}진 자리.

대역 함수체 {\displaystyle \mathbb {F} _{q}(x)}의 (자명하지 않은) 자리는 다음 두 종류 가운데 하나이다.
- {\displaystyle P(x),Q(x)\in \mathbb {F} _{q}[x]}에 대하여, {\displaystyle P/Q\mapsto \deg P-\deg Q}인 이산 값매김에 대응하는 절댓값.
- 각 기약 다항식 {\displaystyle P\in \mathbb {F} _{q}[x]}에 대하여, {\displaystyle P}진 자리.

이 경우, 모든 절댓값은 비아르키메데스 절댓값이다.

### 곱 공식
대역체 {\displaystyle K}의 자리 {\displaystyle v}는 절댓값들의 동치류이다. 이 동치류 속의 정규화 절댓값(영어: normalized absolute value) {\displaystyle |\cdot |_{v}}는 다음과 같다.
대수적 수체 {\displaystyle K}의 유한 자리 {\displaystyle {\mathfrak {p}}\mid p}의 경우 ({\displaystyle p\in \mathbb {Spec} \mathbb {Z} \setminus \{(0)\}}는 소수), 규격화 절댓값은 다음과 같다.:184
{\displaystyle |-|_{\mathfrak {p}}=p^{-f_{\mathfrak {p}}v_{\mathfrak {p}}(-)}}
여기서 {\displaystyle v_{\mathfrak {p}}}는 규격화 이산 값매김(즉, 치역이 {\displaystyle \mathbb {Z} }인 값매김)이며,
{\displaystyle f_{\mathfrak {p}}=[{\mathcal {O}}_{K_{\mathfrak {p}}}/{\mathfrak {m}}_{K_{\mathfrak {p}}}:\mathbb {F} _{p}]}
는 관성 차수(영어: inertia degree), 즉 잉여류체의 차수이다.
대수적 수체 {\displaystyle K}의 무한 자리 {\displaystyle v\mid \infty }의 경우, {\displaystyle v}에 대응하는 매장을 {\displaystyle \iota _{v}\colon K\to \mathbb {C} }라고 하면, 이에 대응하는 규격화 절댓값은 다음과 같다.:184
{\displaystyle |-|_{v}=|\iota (-)|^{f_{v}}}
여기서 우변은 복소수체의 표준적인 절댓값이며,
{\displaystyle f_{v}={\begin{cases}1&\iota _{v}(K)\subset \mathbb {R} \\2&\iota _{v}(K)\not \subset \mathbb {R} \end{cases}}}
는 관성 차수이다.
대수적 함수체 {\displaystyle K}의 자리 {\displaystyle V\mid v}의 경우 ({\displaystyle v}는 {\displaystyle \mathbb {F} _{q}[x]}의 자리), 규격화 절댓값은 다음과 같다.
{\displaystyle |-|_{\mathfrak {P}}=\exp(-f_{V}v_{P}(-))}
여기서 {\displaystyle f_{V}}는 관성 차수로, 다음과 같다.
{\displaystyle f_{V}=[{\mathcal {O}}_{K_{v}}/{\mathfrak {m}}({\mathcal {O}}_{K_{v}}):\mathbb {F} _{q}]}
{\displaystyle v_{P}}는 {\displaystyle \mathbb {F} _{q}[x]} 위의, {\displaystyle P}에 대응하는 규격화 이산 절댓값이다. (여기서 {\displaystyle e} 대신 다른 상수를 사용해도 상관없다.)
이렇게 규격화 절댓값들을 정의하면, 다음과 같은 곱 공식이 성립한다.
1. 임의의 {\displaystyle a\in K}에 대하여, {\displaystyle |a|_{v}\neq 1}인 자리 {\displaystyle v}의 수는 유한하다.
2. 임의의 {\displaystyle a\in K}에 대하여, {\displaystyle \prod _{v}|a|_{v}=1}이다.

### 대수적 정수환
대역체 {\displaystyle K}의 대수적 정수환 {\displaystyle {\mathcal {O}}_{K}}는 모든 비아르키메데스 절댓값 (유한 자리)에 대하여, 절댓값이 1 이하인 (즉, 이산 값매김이 음수가 아닌) 원소들의 집합이다.:485
{\displaystyle {\mathcal {O}}_{K}=\{a\in K\colon |a|_{v}\leq 1\forall v<\infty \}}
다시 말해, {\displaystyle K}의 모든 국소체의 대수적 정수환들의 교집합이다.
만약 {\displaystyle K/\mathbb {Q} }가 대수적 수체라면, 그 대수적 정수환은 {\displaystyle \mathbb {Z} \subset K}의 정수적 폐포이다. 특히, {\displaystyle \mathbb {Q} }의 대수적 정수환은 {\displaystyle \mathbb {Z} }이다. {\displaystyle \mathbb {F} _{q}(x)}의 대수적 정수환은 다항식환 {\displaystyle \mathbb {F} _{q}[t]}이며, {\displaystyle \mathbb {F} _{q}(x)}의 유한 확대의 대수적 정수환은 {\displaystyle \mathbb {F} _{q}[x]}의 정수적 폐포이다.
대역체 {\displaystyle K}의 대수적 정수환 {\displaystyle {\mathcal {O}}_{K}}는 데데킨트 정역이며, {\displaystyle {\mathcal {O}}_{K}}의 0이 아닌 모든 아이디얼은 유한 지표를 갖는다.

## 역사
대수적 수체와 대수적 함수체가 여러 유사한 성질을 가진다는 사실은 앙드레 베유가 1939년에 지적하였다. 이에 대하여 베유는 1967년에 훗날 대역체를 차별하는 것을 인종 차별의 일종인 "분리된 평등함"(영어: separate but equal, 인종에 대하여 서로 다른 학교 등의 시설들을 사용하게 하는 것. 1954년 브라운 대 토피카 교육위원회 재판에 의하여 위헌으로 판결됨)에 비유하여 다음과 같이 적었다.
| “ | 수론을 "요리"할 때 실수체를 (무한한 자리에서라도) 더 이상 불가결한 "재료"로 여기지 않는다면, 당연히 유한체 위의 함수체 역시 수체와 동시에 다루어져야 한다. 이전에 이들이 차별 대우를 받아 "분리되었지만 평등한" 설비들이 사용된 것과 다르게 말이다. 이렇게 한다면 두 "인종" 모두 잃는 것 없이 서로 혜택을 받는다는 것이 이 책의 독자에게 분명하리라고 희망한다. Once the presence of the real field, albeit at infinite distance, ceases to be regarded as a necessary ingredient in the arithmetician’s brew, it goes without saying that the function-fields over finite fields must be granted a fully simultaneous treatment with number-fields, instead of the segregated status, and at best the separate but equal facilities, which hitherto have been their lot. That, far from losing by such treatment, both races stand to gain by it, is one fact which will, I hope, clearly emerge from this book. | ” |
|   | — :Foreword |   |